# Dropa

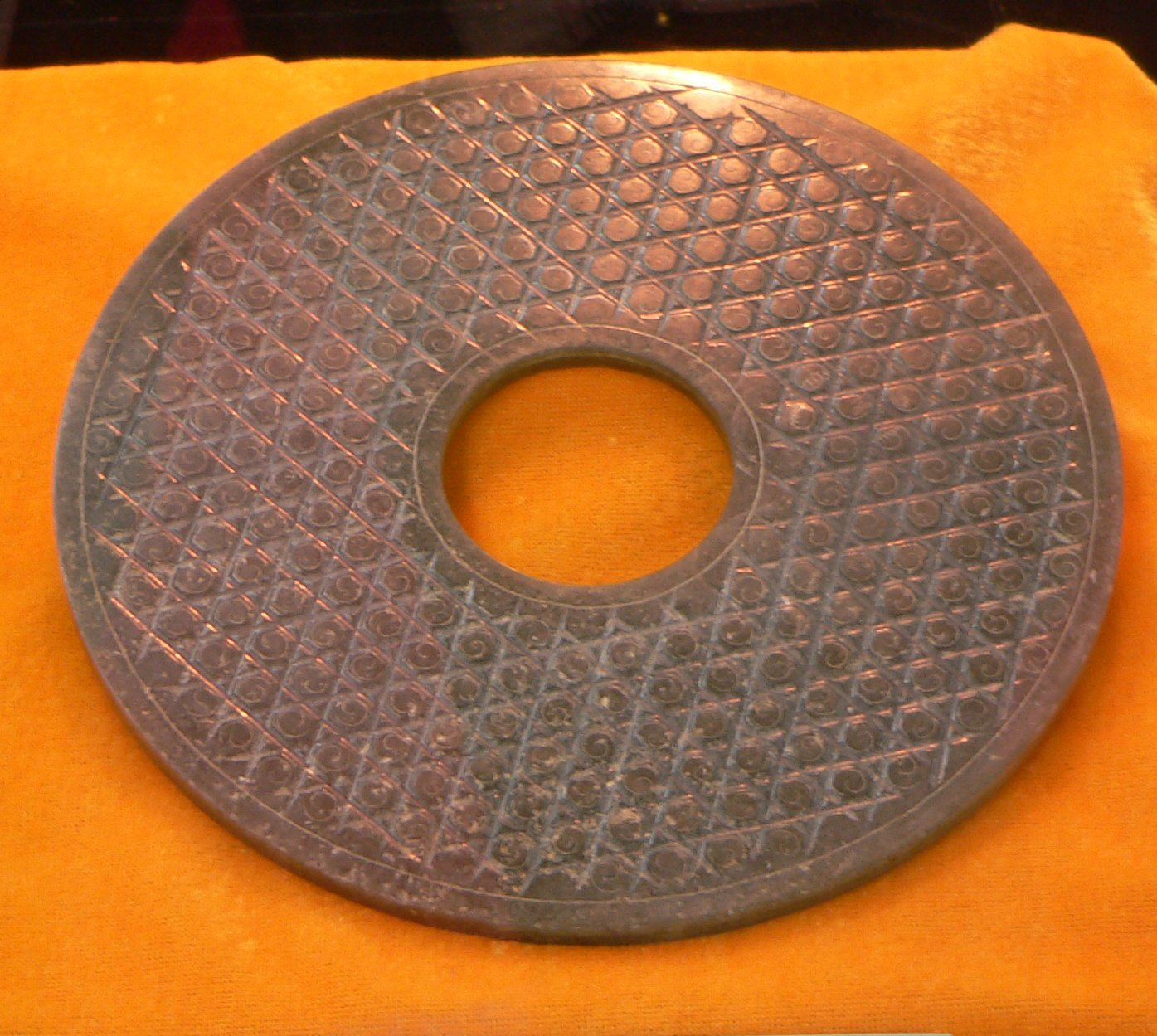
Hiện vật Dropa

Dropa (cũng được biết đến với các tên Dropas, Drok-pa và Dzopa, Đỗ Lập Ba 杜立巴), mặc dù tính chính xác của thông tin vẫn còn đang tranh luận, là một loại người lùn giống sinh vật ngoài Trái Đất đã đáp xuống Trái Đất gần vùng biên giới Tây Tạng-Trung Quốc khoảng mười hai nghìn năm về trước. Nhiều người đã hoài nghi tính xác thực của các giả thuyết về nguồn gốc ngoài Trái Đất của tộc người này và họ cũng cho rằng có lẽ đã có nhiều lời đồn đại quá mức thực tế. Đa số mọi người chỉ trích sự kiện này chỉ có tính huyền hoặc.

## Khám phá
Tề Phúc Thái (齊福泰, Chi Pu Tei), một giáo sư khảo cổ tại Đại học Bắc Kinh và các sinh viên đã có một chuyến khảo sát hàng loạt các hang động không có lối đi ở dãy Himalaya, một vùng hẻo lánh Bayan-Kara-Ula, ranh giới giữa Trung Quốc và Tây Tạng. Nhiều hang động được tạo một cách không tự nhiên có thể đã thuộc về một hệ thống hầm ngầm và kho dưới lòng đất. Những bức tường có nét vuông vắn như thể đã được cắt gọt từ núi bằng một nhiệt độ cao.
Họ đã tìm được nhiều hàng mộ ngay ngắn với những bộ xương ngắn 130 cm chôn trong đó. Những bộ xương có đầu to khác thường, và cơ thể nhỏ bé, mỏng, yếu đuối. Một thành viên trong nhóm đề nghị rằng đó có thể là những loài khỉ núi chưa từng được biết tới. Giáo sư Tề Phúc Thái trả lời: "Đã có ai nghe được chuyện loài khỉ chôn nhau như thế?" Không có văn bia nào trong các ngôi mộ, thay vào đó là hàng trăm những đĩa đá rộng 30 cm("những đĩa đá Dropa") đã được tìm thấy, chúng lỗ rộng 20 mm ở trung tâm. Trên các bức tường có khắc hình Mặt Trời mọc, Mặt Trăng, các ngôi sao, mặt đất, núi và những đường nét đứt nối liền Trái Đất với bầu trời. Những đĩa đá và các bức vẽ trên hang đã được xác định là khoảng 12 000 năm tuổi.

## Những đĩa đá Dropa
Mỗi đĩa đá đều có khắc lời tường trình với hai đường rãnh rất rõ từ bờ cho tới tâm đĩa. Những đĩa đá được niêm phong lại và lưu trữ tại Đại học Bắc Kinh trong 20 năm, suốt thời gian mà mọi cố gắng giải mã đều không thành công. Khi những đĩa đá được khảo sát tỉ mỉ bởi Tsum Um Nui tại Bắc Kinh năm 1958, ông ta kết luận rằng mỗi đường rãnh thực sự là một loạt chữ tượng hình bé xíu theo loại mẫu và nguồn gốc chưa từng biết tới. Hàng chữ tượng hình quá nhỏ, phải có một kính phóng đại để xem chúng. Nhiều chữ tượng hình đã bị hỏng vì bị ăn mòn mất. Khi Tsum giải mã các ký hiệu, chúng kể câu chuyện về một phi thuyền của người Dropa đã bị rơi và cuộc tàn sát những người sống sót còn lại bởi thổ dân tại địa phương này.
Theo Tsum Um Nui, một trong những dòng chữ tượng hình có thể đọc là: "những người Dropa giáng trần từ những đám mây trên phi thuyền của họ. Lũ đàn ông, đàn bà và trẻ con sợ hãi trốn trong các hang động mười lần trước lúc bình minh. Cuối cùng họ cũng đã hiểu được ký hiệu ngôn ngữ của người Dropa, họ nhận ra rằng những vị khách mới đến với ý định hòa bình..." Một đoạn khác nói về "sự thương tiếc" của người Ham vì phi thuyền của sinh vật ngoài Trái Đất đã rơi xuống vào vùng núi hẻo lánh, khó tới được và không có cách nào để chế tạo một cái mới đưa những người Dropa quay về hành tinh của họ. Báo cáo của Tsum xuất hiện trên một tời báo khoa học năm 1962. Sau đó, ông ta bị nhạo báng tới mức phải chạy sang Nhật Bản, nơi ông ta qua đời. Học viện Tiền sử Bắc Kinh không bao giờ cho phép ông ta công bố và cũng không bao giờ nói về những khám phá của ông. "Tsum Um Nui" không phải là một cái tên Trung Quốc, nhiều người cho rằng Tsum có lẽ chưa bao giờ tồn tại thực sự. Tuy vậy Tsum Um Nui là một cái tên Nhật Bản đọc theo ngôn ngữ Trung Quốc. Ngoài ra, cũng không có chứng cớ nào là Tsum Um Nui thật sự hiện hữu.

## Những nghiên cứu
Năm 1965, giáo sư Tề Phúc Thái và bốn cộng sự, cuối cùng đã được cho phép công bố giả thuyết của họ. Họ công bố chúng dưới tiêu đề "Những đường ký tự nói về phi thuyền không gian, theo như ghi chép trên các tấm đĩa, đã hạ cánh xuống Trái Đất 12.000 năm về trước". Sự ghi chép - trên 716 tấm đĩa được khám phá - kể một câu chuyện đáng kinh ngạc về một phi thuyền thử nghiệm phóng từ những cư dân trên một hành tinh khác. Sau khi hạ cánh xuống vùng núi Bayan-Kara-Ula, những dòng chữ viết này nói, với ý định hòa bình, những sinh vật ngoài Trái Đất đã bị thành viên bộ lạc Ham, cư dân ở các hang động xung quanh, săn tìm và giết. Có thể tìm thấy hàng nghìn bức ảnh đĩa đá Dropa trên khắp Trung Quốc, hầu hết ở các tỉnh phía đông nam.

### Nghiên cứu của Liên bang Nga
Các nhà khoa học Nga đề nghị được xem các đĩa đá và nhiều trong số đó đã được gửi tới Moskva để kiểm tra. Chúng được cạo sạch các mảnh đá đã dính vào chúng để được đưa đi phân tích hóa học. Các nhà khoa học sửng sốt bởi những tấm đĩa chứa hàm lượng lớn cobalt và các chất liệu kim loại khác. Thêm vào đó, khi đặt chúng lên một mặt quay đặc biệt - theo Vyatcheslav Saizev, người miêu tả thí nghiệm trên tạp chí Sputnik - chúng rung lên một giai điệu kỳ lạ mặc dù cho một dòng điện đi qua chúng. Hay, như một nhà khoa học nói, "như thể chúng tạo nên một phần cuộn dây điện". Lúc đó, chúng thể hiện một dòng điện mạnh khác thường. "Nó có vẻ giống như những đĩa đá cứng, xoay tròn giống như một đĩa cứng chúng ta đang có hiện nay. Có lẽ nếu chúng tôi được đọc những tấm đĩa cổ cứng, chúng tôi có thể tìm được thêm câu trả lời".

### Các tấm ảnh của Wegerer
Năm 1947, Ernst Wegerer, một kỹ sư người Australia đã chụp hai đĩa đá Dropa. Ông ta được hướng dẫn tham quan một vòng Bảo tàng Banpo ở Xian, khi ông ta trông thấy các tấm đĩa đá được trưng bày. Ông ta khẳng định là mình thấy một cái lỗ ở tâm mỗi chiếc đĩa và những chữ tượng hình trên các rãnh xoắn ốc. Wegerer hỏi người hướng dẫn Bảo tàng Banpo thêm thông tin dán trên các tủ bày. Người hướng dẫn không hề biết gì về lịch sử các đĩa đá, mặc dù cô ta có thể nói toàn bộ các di vật đất sét khác. Cô ta chỉ biết rằng các đĩa đá là những "đồ cúng" không mấy quan trọng. Wegerer được cho phép cầm một trong các tấm đĩa trên tay. Ông ta ước lượng chúng nặng khoảng 1 kg, và đường kính 30 cm. Các dòng chữ tượng hình không thể thấy được trong bức ảnh ông ta đã chụp, bởi vì chúng đã bị bở vụn một phần, và đèn camera chỉ chọn ra các chi tiết rõ như đường xoắn ốc. Một vài ngày sau, người hướng dẫn bị đuổi việc mà không biết tại sao. Cô ta và hai tấm đĩa đã biến mất, theo giáo sư Wang Zhijun, giám đốc Bảo tàng Banpo, tháng 3 năm 1994.

## Các chứng cứ khác
Nhiều năm sau khi phát hiện tấm đĩa đầu tiên, các nhà khảo cổ và các nhà nhân chủng học đã biết thêm về vùng cách ly Bayan-Kara-Ula. Nhiều thông tin được làm sáng tỏ nhằm củng cố chứng cứ cho câu chuyện được ghi lại trên các tấm đĩa. Truyền thuyết vẫn còn lưu giữ được trong vùng có nói về một người đàn ông nhỏ bé, dễ sợ, mặt vàng "giáng trần từ các đám mây rất, rất lâu rồi". Người đàn ông này có cái đầu to, phình ra và cơ thể yếu ớt và xấu xí ghê gớm và bị mọi người lảng tránh. "Những người đàn ông với những con ngựa nước đại" đã săn được các tên người lùn xấu xí. Kỳ lạ thay, miêu tả về "những kẻ xâm lược" đang nói tới trùng khớp với những bộ xương được giáo sư Tề Phúc Thái khám phá trong các hang động.

## Các bộ lạc Ham và Dropa
Một câu hỏi đặt ra một cách tự nhiên là các bộ lạc Ham (hay Kham) và Dropa sống ở đâu. Dropa xuất phát từ Dropka, một bộ lạ du mục sống chủ yếu ở Tây Tạng. Dropka có nghĩa đen là "người ở trong lều đen", có tên như vậy vì các túp lều của họ được làm từ lông đen của bò Tây Tạng. Người Dropa, cũng như người Ham, không cư ngụ ở trong hang, họ sống bình thường như người Tây Tạng. Báo cáo khác nói rằng có sự khác nhau giữa người Hán và Dropa trong vùng đó. Cả hai bộ lạc đều là người lùn sống ẩn dật ở trong hang. Chiều cao của người trưởng thành là 100 và 140 cm với mức trung bình là 125 cm, và nặng 17 tới 24 kg. Họ có da màu vàng và cơ thể mỏng manh với đầu to khác thường. Họ có ít lông trên cơ thể và có mắt to khác hẳn diện mạo người châu Á, nhưng có màu mắt xanh nhạt. Họ không phải người Trung Quốc và cũng không phải người Tây Tạng. Một báo cáo khác nói những người này cao trung bình 150 cm. Có thông tin đáng tin cậy rằng người lùn châu Á có tồn tại và tôn giáo/truyền thuyết của họ có nói rằng họ có nguồn gốc từ bầu trời. Nhiều tôn giáo cũng tin vào chủ đề đó, bao gồm Cơ Đốc giáo, đạo Do Thái và Hồi giáo.

## Các báo cáo
- Năm 1322: trong Các chuyến du hành của Sir John Mandeville có chú thích về Trung Quốc như sau: "con sông đó (sông Dalay) chảy qua vùng đất của những người lùn, những người có vóc dáng nhỏ, họ chỉ cao ba gang tay (70 cm), và họ tốt bụng, tử tế, cả đàn ông và đàn bà. Sau khi cưới nửa năm họ có con, và họ sống nhiều nhất chỉ sáu, bảy năm."
- Năm 1911: Một báo cáo nhắc lại sự kiện nhìn thấy sinh vật cực kỳ lùn ở Tây Tạng và xung quanh vùng Trung Á.
- Thế chiến thứ hai: một người Úc phục vụ quân đội Đồng Minh không ngừng nói rằng mình từng nhiều lần chạm trán một bộ lạc lùn tịt ở vùng trung tâm Trung Quốc, thậm chí cho đến khi qua đời.
- Năm 1947: Nhà khoa học người Anh Karyl Robin-Evans đi tới "vùng đất bí ẩn của người Dzopa". Ở Lhasa (Tây Tạng), ông ta đã gặp vị Dalai Lama thứ 14. Ông ta đã bị những người leo núi (sherpas) Himilaya sống ở vùng giáp ranh biên giới Nepal và Tây Tạng bỏ rơi vì họ sợ vùng đất Bain-Kara-Ula, một vùng đất mà những cư dân địa phương tránh xa bởi những con người kỳ lạ sống tại nơi đó. Sau nhiều cố gắng lớn, ông ta đã đến nơi. Ở đó ông ta tìm thấy vài trăm người lùn, cao trung bình 4 feet, sống trong một thung lũng hẻo lánh giữa các dãy núi. Robin-Evans chụp một bức ảnh người Dzopa. Ông ta đã ở đó trong nửa năm và học ngôn ngữ, lịch sử và các truyền thuyết của họ. Lurga-La, người lãnh đạo tôn giáo của họ, nói với Robin-Evans rằng nguồn gốc của họ từ một hành tinh trong chòm sao Sirius. Khoảng 20 000 năm trước và một lần nữa vào năm 1014 là hai nhiệm vụ mà người Dzopa được cử tới Trái Đất. Năm 1014, họ bị rơi vào trong vùng núi. Nhiều người trong số họ bị chết. Những người sống sót không thể rời khỏi Trái Đất. Câu chuyện này của Robin-Evans được xem như khoa học giả tưởng từ sách truyện Sungods in Exile, xuất bản năm 1978.
- Năm 1995: một tỉnh ở Tứ Xuyên, miền trung Trung Quốc, phía đông ranh giới vùng núi Baian-Kara-Ula, một làng người lùn được khám phá. 120 người, cao từ 65 đến 115 cm, sống kiểu sống thời Trung cổ. Họ không quen biết gì với mọi khoa học hiện đại. Các tài liệu của Trung Quốc không hề phủ nhận sự tồn tại của một "ngôi làng của những người lùn". Tuy thế ngôi làng không được mở cho người nước ngoài vào xem. Nó nằm phía đông, cách núi Bayan Kara Ula vài km.

## Bình luận
Không có bằng chứng để lại đáng tin về sự thật những giả thuyết đó, hay có thể chứng minh rằng đã từng tồn tại trong quá khứ. Một số người đề xướng rằng đó là kết quả tình trạng chia rẽ cộng đồng sau cuộc cách mạng văn hóa Trung Quốc hay một bí ẩn bị che giấu ở Trung Quốc. Tuy vậy, câu chuyện này đã vượt ra ngoài Trung Quốc. Dưới đây là các bằng chứng chống lại sự kiện sinh vật ngoài Trái Đất/Dropa:
- 1. Khám phá: không thấy đề cập nào tới "Tsum Um Nui" (楚聞明 Sở Văn Minh), vì ông ta được cho là bị nhạo báng tới mức phải trốn khỏi Trung Quốc và qua đời tại Nhật Bản những năm 1960, điều này không thể là sự phủ nhận của cách mạng văn hóa-những người cộng sản che giấu giả thuyết. Cũng vậy, không có đề cập nào tới chuyến đi khảo sát vùng Bayan Kara Ula năm 1938. "Học viện Tiền sử Bắc Kinh" được cho là chưa từng bao giờ tồn tại.
- 2. Kết quả trước đây: câu chuyện xác thực đầu tiên được đề cập trong cuốn sách của Erich von Däniken: Chariots of the Gods. Đa số các cái tên và nguồn gốc xuất hiện không thể làm chứng được, và không có sự tồn tại của các học giả Liên Xô và Trung Quốc ngoài chuyện: Chu Pu Tei, Tsum Um Nui, Ernst Wegener, Vyatcheslav Saitzev, Sergei Lolladoff.
- 3. Kết quả sau này: Năm 1978, cuốn sách Sungods in Exile của David Agamon xuất hiện củng cố câu chuyện Dropa, nhưng Agamon đã tự nhận rằng cuốn sách chỉ mang tính chất khoa học viễn tưởng. Một vài trang web đăng hình của Robin-Evas và Dalai Lama.
- 4. Quá trình dịch thuật: tuyệt đối không có gì nói về ngôn ngữ chưa từng được biết tới được dịch thành công. Tất cả các thứ ngôn ngữ cổ xưa đã được phát hiện ra chỉ vì chúng tồn tại dưới dạng quen thuộc với các nhà khoa học. Thậm chí trong nhiều trường hợp, để dịch và hiểu các dạng ngôn ngữ cổ hơn và ký tự của họ thường mất hàng thập kỷ với nhiều nhóm thông thạo ngôn ngữ, và quá trình khám phá phải luôn gây nên tranh luận. Nhiều ký tự cổ gây khó khăn cho việc dịch thuật bởi vì chúng không giống với bất kỳ ngôn ngữ nào đã được biết tới. Trong trường hợp này, thậm chí là cực kỳ khó khăn để dịch thuật chính xác ngôn ngữ của sinh vật ngoài Trái Đất. Bởi vậy, không chắc một học giả Trung Quốc đơn đọc không có tài liệu lại có thể tự dịch một loại ký tự ngoài Trái Đất trong thời gian rỗi.
- 5. Những tấm đĩa: tất cả những gì tồn tại để có thể cho là những tấm đĩa của sinh vật ngoài Trái Đất chỉ là những bức ảnh chụp ở góc rộng. Những bức ảnh, đầu tiên không miêu tả khớp nhau: "các tấm đĩa 30 cm", các đĩa được chụp rất lớn. Thứ hai, các bức ảnh không cho thấy đường rãng sâu nào. Cuối cùng, hoàn toàn không có bức ảnh, miêu tả, phân tích hay bất kỳ bằng chứng nào nói về "dòng chữ ngoài Trái Đất" xuất hiện ở bất kỳ nơi đâu.
- 6. Bằng chứng: các đĩa đá được cho là lưu trữ trong nhiều bảo tàng ở Trung Quốc. Không có bảo tàng nào trong số đó có bất kỳ dấu vết nào của những tấm đĩa, cũng không tìm thấy cái nào được cho là đã gửi tới Liên bang Xô Viết để phân tích.
- 7. Bộ lạc Dropa: Trong khi các báo cáo nói về một bộ lạc lùn tịt, yếu đuối, thì trong thực tế những người Dropa là những người du cư sống ở hầu hết các khu vực nam cao nguyên Tây Tạng. Người Ham cũng là những cư dân của vùng Tây Tạng, và những truyền thuyết có lẽ đã trợ giúp lực lượng chiến đấu ở Tây Tạng: nhiều trong số các lính bảo vệ Dalai Lama trong suốt quá trình ông ta trốn khỏi sự xâm chiếm của Trung Quốc là người Ham Tây Tạng.